# Tabebuia cassinoides
Tabebuia cassinoides (nombre común en portugués caixeta) es una especie de árbol nativo de Brasil donde se encuentra en la Mata Atlántica. Está considerada en peligro de extinción.

## Usos
Su madera se utiliza para hacer lápices.

## Taxonomía
Tabebuia cassinoides fue descrita por (Lam.) DC. y publicado en Prodromus Systematis Naturalis Regni Vegetabilis 9: 213. 1845.
Etimología
Tabebuia: nombre genérico que proviene de su nombre vernáculo brasileño tabebuia, o taiaveruia; 
cassinoides: epíteto
Sinonimia
- Tabebuia cassinoides Schnee ex DC.
- Bignonia cassinoides Lam.
- Bignonia tabebuya Vell.
- Bignonia uliginosa Gomez
- Catalpa cassinoides (Lam.) Spreng.
- Spathodea magnolioides Cham.
- Tabebuia leucantha Gomez ex Saldanha de Gama ex Bureau & K.Schum. ex Mart
- Tabebuia magnolioides (Cham.) Miers
- Tabebuia uliginosa (J.C.Gómez) A.DC.
- Tecoma uliginosa Mart. ex DC.[5][6][7]